# Chloropoea hypoxantha
Chloropoea hypoxantha är en fjärilsart som beskrevs av Jordan 1911. Chloropoea hypoxantha ingår i släktet Chloropoea och familjen praktfjärilar. Inga underarter finns listade i Catalogue of Life.